# Савватиане

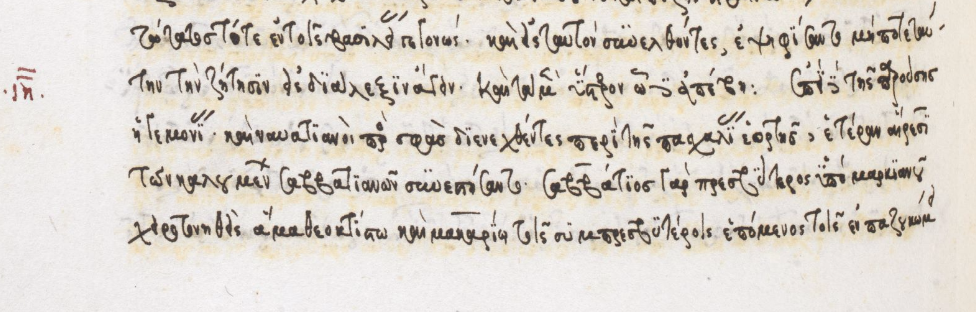
О савватианах. Ермий Созомен, «Церковная история». Рукопись 1524 года. Британская библиотека.

Савватиа́не (др.-греч. σαββατιανοὶ; лат. sabbatiani) — община, отделившееся от новатиан, образовавшаяся при императоре  Валенте и получившая имя от Савватия, Пасху праздновали в одно время с иудеями.
О савватианах рассказывают историки Сократ Схоластик и Ермий Созомен. При императоре Валенте епископ новациан Маркиан рукоположил в пресвитеры одного человека по имени Савватий. Перед этим Савватий перешёл в христианство из иудаизма. В начале Савватий удалился из церкви под предлогом стремления к высшему совершенству, он объявил, что скорбит о некоторых христианах, так как понимает, что они недостойно приобщаются святых тайн. В фригийском селение Ваза (или Паза) вместе с пресвитерами Феоктистом и Макарием Савватий начал учить, что нужно праздновать праздник Пасхи 14 нисана. Сократ Схоластик пишет о том, что Савватий имел тайное желание стать епископом. Маркиан жалел о хиротонии Савватия, говоря: «лучше бы мне тогда возложить свои руки на терние, чем возводить в сан пресвитера Савватия». Благодаря учению Савватия, среди новациан началось разделение на два общества. Для того, чтобы сохранить единство новациане собирают собор в Вифинию, в Ангару (др.-греч. Ἀγγάρῳ·) или в Сангару (др.-греч. Σαγγάρῳ·) (около  Еленополиса). На собор они приглашают Савватия и выясняют причину огорчения у Савватия. Савватий пришёл на собор и объяснил, что не желает быть епископом. Новацианские епископы взяли с Савватия клятву о том, что тот не будет епископом. На соборе Савватий указал на то, что Пасха празднуется у разных общин в разное время. Епископы собора решили , что различие в праздновании Пасхи не является весомой для разделения и приняли правило, согласно которому празднование Пасхи безразлично. Савватий продолжил праздновать Пасху 14 нисана, предварительно совершал обычный пост, и отдельно сам по себе праздновал; затем в субботу же с вечера до положенного часа проводил время в бдении и приличных молитвах, а на следующий день собирался вместе со всеми участвовал в таинствах и праздновании Пасхи в день воскресный. В начале народ не знал об этом; с течением времени Савватий приобрел известность, благодаря празднованию Пасхи 14 нисана. Он нашел многих приверженцев, особенно между фригийцами и галатийцами, у которых был отеческий обычай так праздновать этот праздник. Впоследствии Савватий пресвитер стал епископом и вместе со своими приверженцами отделился от новациан. Последователи Савватия стали называться савватианами.  
Первый Константинопольский собор в 381 году в своём седьмом правиле определяет принимать савватиан в Церковь через миропомазание.
30 мая 428 года император Феодосий II издаёт указ, воспрещавший арианам, македонианам и аполлинаристам иметь церкви в городах, а новацианам и савватианам — возобновлять или чинить существующие у них церкви; любые молитвенные собрания во всех землях римской империи запрещены евномианам, валентинианам, гидропарастатам, монтанистам и другим; и наконец – манихеям, «которые дошли до последней крайности нечестия, должны быть изгоняемы отовсюду и подвергаемы жестоким казням».  
В 692 году в своём 95 каноне Трулльский собор  среди других еретиков уже не упоминает о савватианах.
Савватиан не нужно путать с саббатианами, последователями Шабтай Цви в XVII веке. В иностранной литературе с латинским алфавитом, «саббатиане» и «савватиане» могут являться омонимами. 